# Adolfo Cabada
Adolfo Cabada Longoria (n. Lima, Perú; 1920) es un exfutbolista peruano. Desempeñó como defensa en el Club Centro Iqueño, en el Club Centro Deportivo Municipal y en el Club Atlético Chalaco. 

## Trayectoria
Se inició en clubes infantiles, para luego pasar al Club Centro Iqueño, y después al Club Centro Deportivo Municipal, donde sería campeón 2 veces en  el Campeonato Peruano de Fútbol de 1943 y en el Campeonato Peruano de Fútbol de 1950.
Estuvo a punto del retiro, pues en un partido amistoso entre Deportivo Municipal y Alfonso Ugarte de Chiclín, Cabada, que reforzaba a los «diablos rojos», tuvo un choque violento con la «zamba» Quiñonez, cuyas consecuencias lo tuvieron alejado de toda actividad deportiva por 3 años. Pero volvió para el Campeonato Peruano de Fútbol de 1946.
Fue parte también del Campeonato Sudamericano de Campeones que se realizó en Chile en 1948, donde el Club Centro Deportivo Municipal jugó, pues aun a pesar de que «los ediles» habían logrado el subcampeonato de 1947 por detrás del Club Atlético Chalaco, fueron invitados a dicho torneo para jugar con otros grandes de la región, como Club de Regatas Vasco da Gama, Club River Plate y Club Nacional de Football. Finalmente, fue subcampeón nacional con el Club Atlético Chalaco en el Campeonato Peruano de Fútbol de 1957.

## Clubes
| Club                | País | Año         |
| ------------------- | ---- | ----------- |
| Centro Iqueño       | Perú | 1938 - 1942 |
| Deportivo Municipal | Perú | 1943 - 1952 |
| Atlético Chalaco    | Perú | 1954 - 1957 |

## Palmarés

### Campeonatos nacionales
| Título                    | Club                | País | Año  |
| ------------------------- | ------------------- | ---- | ---- |
| Primera División del Perú | Deportivo Municipal | Perú | 1943 |
| Primera División del Perú | Deportivo Municipal | Perú | 1950 |